# La Aliseda de Tormes
La Aliseda de Tormes es una localidad española perteneciente al municipio de Santiago del Tormes, en la provincia de Ávila, comunidad autónoma de Castilla y León. Está situada en la parte norte de la sierra de Gredos. Es un pueblo que está pegado a la ribera derecha del río Tormes en su curso alto y a la carretera AV-941, que corren paralelas con la alineación este-oeste de la sierra de Gredos. Es un pueblo típico de montaña donde las estaciones del año están muy marcadas: en invierno son frecuentes la nieve y los hielos, una de las últimas nevadas fue de 45 cm; en las primaveras se puede apreciar perfectamente el resurgir de la vida en las plantas y en los animales, el verano es caluroso, pero muy soportable y el otoño es una preciosidad con los diferentes tonos de colores.

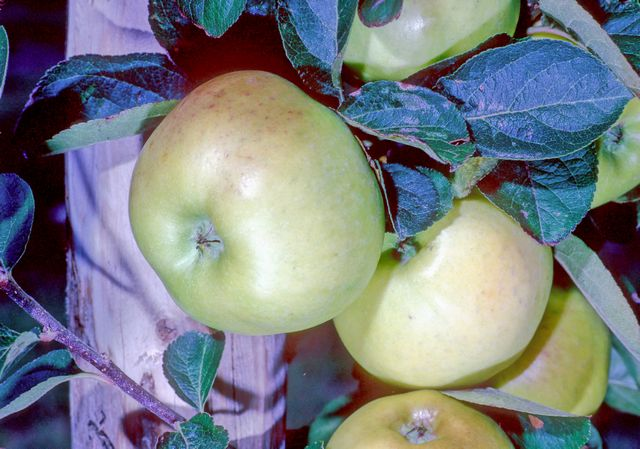
Manzanas de la variedad Verde doncella

## Historia
La Aliseda de Tormes, hasta los años 60, fue un pueblo agricula-ganadero. La economía era de pura subsistencia. Todo el mundo producía un poco de todo: se podían vender algunos sacos de las famosas judías del Barco, bastantes sacos de patatas, algunos años se vendían muchos cajones de fruta:  manzana verde doncella y reineta. Se sacaba trigo para el consumo del año.
En cuanto a la ganadería todo el mundo podía disponer (a veces a medias) de una yunta de vacas, algunas cabras y, en algunos casos, de ovejas. Todo ello solo daba para subsistir, ya que industria no había ninguna. En algunas familias se aportaba algún jornal de esquilar las ovejas, de segar a la guadaña, etc.
A partir de los años 60 La Aliseda de Tormes, con la emigración, se descapitalizó de personal y de los pocos ahorros de los padres, ya que estos pasaron a Madrid para ayudar a los hijos a establecerse con su propio negocio, básicamente carnicerías, bares y taxis. Hoy es el momento en que el dinero que salió de La Aliseda de Tormes está volviendo en forma de inversión en segundas residencias, quedando La Aliseda de Tormes como un lugar muy tranquilo y entrañable de vacaciones.
Tenemos la intención de dar a conocer diversos datos de La Aliseda de Tormes que se hallan en los archivos de la ciudad de Ávila:
- Cofradía de la Vera Cruz: En primer lugar vamos a citar la historia de la cofradía de la Pasión o de la Vera Cruz, fundada en La Aliseda de Tormes en el año 1544. La historia de esta cofradía se halla en un libro encuadernado en piel y bien conservado. La cofradía tenía por finalidad principal que todos los hermanos de la misma se disciplinaran, esto es, se azotaran públicamente en la procesión del Jueves Santo por la noche. Los hermanos estaban obligados también a confesar y comulgar el Jueves Santo de cada año. La cofradía se reunía en cabildo o asamblea un domingo al año. Tenía los cargos de prior y mayordomo y todos los cofrades estaban obligados a desempeñar dichos cargos por turno rotatorio. En 1613 la cofradía tiene los siguientes bienes en el pueblo: un prado en Navaquesera, y tres linares, situados en los Villares, Trascasa y en la Vega, lugares pertenecientes al propio pueblo. Desde 1596 hay lista de todos lodos cofrades nuevos que entran. La lista termina en el año 1791,a partir de cuya fecha cesan los datos de dicha cofradía.

- La Aliseda de Tormes en 1752: De este año tenemos una visión muy completa gracias a la información que debían dar todos los pueblos de España para elaborar una reforma fiscal que finalmente no se llevó a cabo. El pueblo ya se llamaba en esa época el lugar de la Aliseda, y no ha variado así en todo este tiempo. Pertenecía al estado de la duquesa de Alba, quien percibía las alcabalas y otros derechos señoriales. En cuanto a la extensión, se decía que el término tenía de levante a poniente “tres cuartos de legua”, de norte a sur “cuarto y media”, y de circunferencia dos leguas y media. Las tierras, se afirma, son de regadío y secano, y comprendían tierras diferentes y aptas para producir trigo, centeno, lino y linaza, así como pastos particulares y de común aprovechamiento. Se cita ya la dehesa boyal, llamada de la Mata Hueca cercada de pared en su mayor parte, y otro pedazo de terrazgo, llamado la Dehesilla, sin cercar, como pastos de común aprovechamiento y solo para reses de labor, como ha perdurado hasta nuestros días. Se dice y declara allí por los dos alcaldes y testigos, que hay algunos árboles de roble y matorrales que no dan fruto alguno, y que hay variedad de peñascales y tierra yerma, inútil por naturaleza.

- La Aliseda de Tormes no aparece en la reseña político - civil de la provincia de Ávila hasta 1785, ya que como más abajo se indica, estaban incorporados en la provincia de Salamanca.

En esta reseña aparece dentro del Quarto de San Pedro junto con el Quarto de Bartolomé, el Quarto de Aravalle, el Quarto del Orillar y el Quarto de Santa Lucía, todos ellos formar parte del partido del Barco de Ávila.
El Quarto de San Pedro lo componían, además de La Aliseda, Aldeanueva de Santa Cruz, Encinares, Lastra del Cano y Santa María de los Caballeros.
En el censo de 1863 se declaran en el Lugar de La Aliseda, dos molinos harineros llamados "El Hondero" y "El del Puente" además de 516 vecinos.

## Geografía
Latitud: 40.3307529,
Longitud: -5.3980339

## Demografía
| Gráfica de evolución demográfica de La Aliseda de Tormes entre 1842 y 1970 |
| |
| Población de derecho según los censos de población del INE. Población de hecho según los censos de población del INE.En estos censos se denominaba Aliseda: 1842 y 1857. En este censo se denominaba Aliseda de Tormes: 1860. Entre el censo de 1981 y el anterior, este municipio desaparece porque se agrupa en el municipio Santiago de Tormes. |

- 165 Habitantes (INE 2013)
- 122 Habitantes (INE 2019)

## Ayuntamiento
La Aliseda de Tormes, hasta hace unos años tenía su propio ayuntamiento, pero hoy forma parte y es la sede del ayuntamiento de Santiago de Tormes que está compuesto por La Aliseda, Horcajo de la Ribera con Navasequilla y La Lastra del Cano con el Cardedal y La Lastrilla. Todos estos pueblos desde siempre se han llevado bien, pero no se tiene conciencia de pertenecer a un mismo ayuntamiento. La agrupación ha sido un acto puramente económico-restrictivo debido al fuerte impacto migratorio de los diferentes núcleos que forman el recién creado ayuntamiento: su censo no llega a 323 personas en todo en ayuntamiento.

## Monumentos
- Iglesia de Santa Margarita con su reconocido retablo.
- El puente románico sobre el Tormes
- El puente románico en el Arroyo de Misa (oculto para dar paso a los coches).